# V502 Андромеды
V502 Андромеды (лат. V502 Andromedae) — двойная затменная переменная звезда типа W Большой Медведицы (EW) в созвездии Андромеды на расстоянии приблизительно 2713 световых лет (около 832 парсеков) от Солнца. Видимая звёздная величина звезды — от +14,06m до +13,68m. Орбитальный период — около 0,3189 суток (7,6531 часов).

## Характеристики
Первый компонент — жёлтый карлик спектрального класса G. Радиус — около 1,18 солнечного, светимость — около 1,465 солнечной. Эффективная температура — около 5850 K.
Второй компонент — жёлтая звезда спектрального класса G.